# Jean Gilbert-Jules

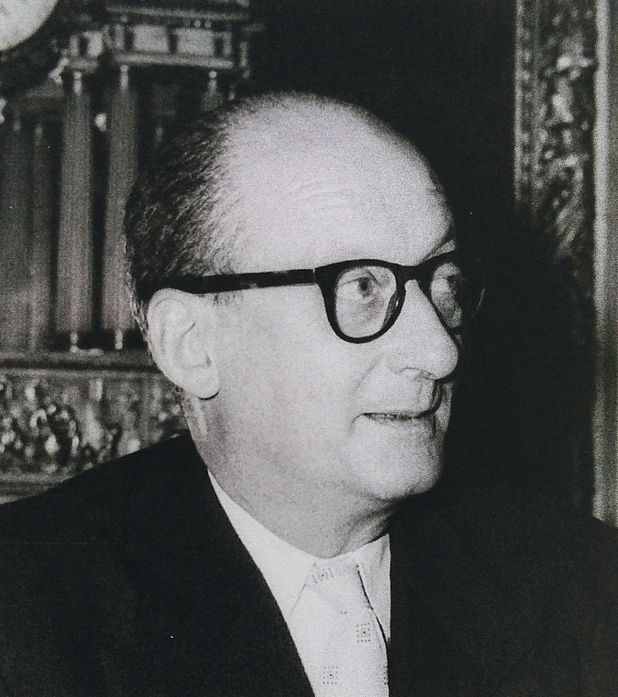
Jean Gilbert-Jules

Jean Gilbert-Jules (* 1. September 1903 in Chaulnes, Département Somme; † 2. Januar 1980 in Paris) war ein französischer Jurist und Politiker, der unter anderem von 1956 bis 1957 Innenminister sowie später zwischen 1959 und 1968 Mitglied des Verfassungsrats (Conseil constitutionnel) war.

## Leben
Gilbert-Jules absolvierte nach dem Schulbesuch ein Studium in den Fächern Politik- und Wirtschaftswissenschaften, das er mit einem Diplom (Diplômé d’études supérieures politiques et économiques) beendete. Ein weiteres Studium der Rechtswissenschaften beendete er mit einem Lizenziat. Danach begann er seine berufliche Laufbahn 1925 mit der Zulassung zum Rechtsanwalt am Appellationsgericht (Cour d’Appel) von Amiens, an dem er bis 1961 als Verfahrensvertreter auftrat. Während dieser Zeit engagierte er sich zwischen 1951 und 1953 auch als Präsident der dortigen Anwaltschaft (Bâtonnier de l’ordre).
Neben seiner anwaltlichen Tätigkeit begann er auch seine politische Tätigkeit und wurde 1945 zum Mitglied des Generalrates des Département Somme gewählt und vertrat dort bis 1964 seine Geburtsstadt Chaulnes.
Am 3. September 1954 übernahm Gilbert-Jules im Kabinett von Premierminister Pierre Mendès France das Amt des Staatssekretärs im Ministerium für Finanzen und Wirtschaft und behielt dieses auch in der nachfolgenden zweiten Regierung von Premierminister Edgar Faure bis zum 1. Februar 1956.
Danach folgte er am 1. Februar 1956 Edgar Faure als Innenminister (Ministre de l’Intérieur) und übte dieses Ministeramt in den Regierungen von Guy Mollet sowie Maurice Bourgès-Maunoury bis zu seiner Ablösung durch Bourgès-Maunoury am 6. November 1957 aus.
Gilbert-Jules, der 1958 Mitglied des Beratungskomitees für Verfassungsfragen (Comité consultatif constitutionnel) sowie 1959 als Vertreter des Département Somme zum Mitglied des Senats gewählt wurde, wurde am 20. Februar 1959 vom Präsidenten des Senats Gaston Monnerville für eine neunjährige Amtszeit zum Mitglied des Verfassungsrats, des Conseil constitutionnel, nominiert. Die Funktion übte er vom 5. März 1959 bis zum 5. März 1968 aus.
Zwischenzeitlich erhielt 1961 seine Zulassung als Anwalt am Appellationsgericht von Paris und fungierte zwischen 1962 und 1969 als Mitglied sowie anschließend als Ehren-Mitglied des französischen Außenhandelsrates (Conseil du Commerce extérieur de la France).